# Monisha Kaltenborn
Monisha Kaltenborn, tidigare Narang, född 10 maj 1971, är en indisk-österrikisk företagare och investerare. Kaltenborn var fram till juni 2017 stallchef för det schweiziska F1-stallet Sauber F1 Team och ägde från 2012 33, 3 % av företagets aktier fram till det att stallet i juli 2016 köptes av det schweiziska finansbolaget Longbow Finance. Hon är den första kvinnliga stallchefen i Formel 1.

## Biografi
Kaltenborn föddes i Dehradun, Indien. Hennes familj emigrerade till Wien när hon var barn, och tog därför österrikiska medborgarskap. Från 1990 till 1995 studerade hon för en juristexamen vid Wiens universitet, och sedan en mästarexamen i International Business Law vid London School of Economics 1996. När hon studerade i Wien arbetade hon för Förenta Nationerna, och efter att hon avslutat sina studier arbetade hon för olika advokatbyråer; först i Stuttgart, sedan i Wien.
På den sista advokatbyrån som hon arbetade på träffade hon Peter Sauber, som anställde Kaltenborn för att ta hand om Saubers företagsjuridik. År 2001 blev hon invald i stallets styrelse, och 2010 utsågs hon till verkställande direktör för Sauber Motorsport AG. Den 16 maj 2012 överförde Peter Sauber en tredjedel av stallets aktier till Kaltenborn, vilket innebar att hon blev delägare. När Peter bestämde sig för att lämna sitt uppdrag som stallchef ersattes han av Kaltenborn. Hon deltar även i FIA:s kommission för kvinnor inom motorsport.
Under sitt första arbete i Stuttgart träffade Monisha sin nuvarande make, Jens Kaltenborn. De har två barn tillsammans och bor i Küsnacht, nära Sauber fabrik i Zürich i Schweiz.